# Malmslätt

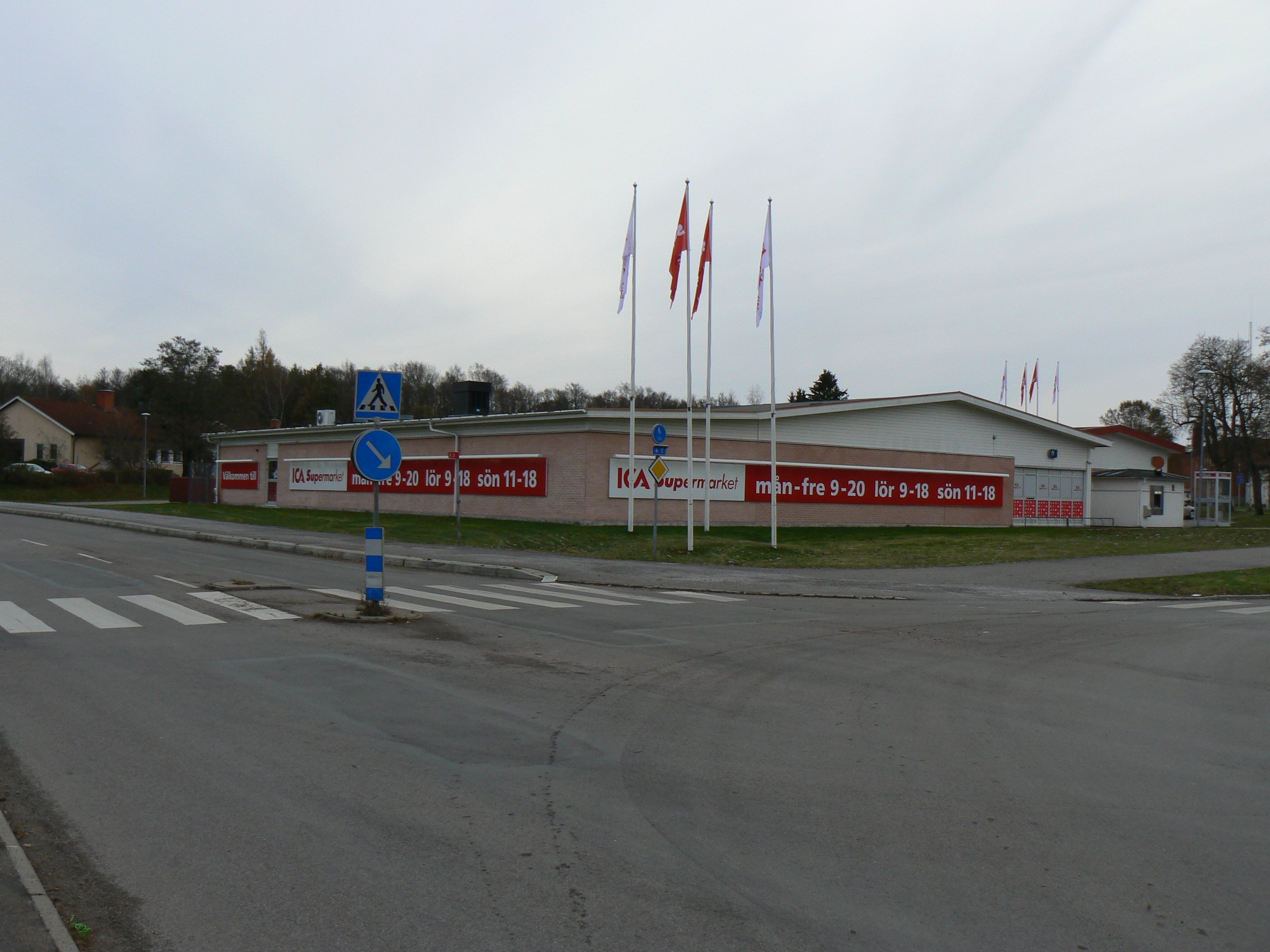
Ica-butiken i centrala Malmslätt.

Malmslätt är en tätort i Linköpings kommun, Östergötlands län. Malmslätt ligger 6 kilometer väster om Linköpings centrum. I några sammanhang, till exempel kollektivtrafik, behandlas Malmslätt som en stadsdel i Linköping. Även postalt ingår Malmslätt i postorten Linköping.

## Historia
Namnet kommer från militära träningsområdet Malmen och kan spåras tillbaka till 1574. Malm, i sin tur, betyder sandig mark. Vid järnvägens tillkomst fick järnvägsstationen namnet Malmslätt. Busstrafiken till Malmslätt startades under 1920-talet av Linköpingsbon Konrad Sundin (1887–1969).
Den 16 juni 1912 inträffade en järnvägsolycka i Malmslätt då ett internationellt snälltåg körde in i ett stillastående persontåg.

### Befolkningsutveckling
| Befolkningsutvecklingen i Malmslätt 1950–2020 | Befolkningsutvecklingen i Malmslätt 1950–2020 | Befolkningsutvecklingen i Malmslätt 1950–2020 | Befolkningsutvecklingen i Malmslätt 1950–2020 | Befolkningsutvecklingen i Malmslätt 1950–2020 |
| --------------------------------------------- | --------------------------------------------- | --------------------------------------------- | --------------------------------------------- | --------------------------------------------- |
|                                               |                                               |                                               |                                               |                                               |
| År                                            |                                               |                                               | Folkmängd                                     | Areal (ha)                                    |
| 1950                                          | 1950                                          |                                               | 1 438                                         |                                               |
| 1960                                          | 1960                                          |                                               | 1 721                                         |                                               |
| 1965                                          | 1965                                          |                                               | 2 247                                         |                                               |
| 1970                                          | 1970                                          |                                               | 2 518                                         |                                               |
| 1975                                          | 1975                                          |                                               | 2 577                                         |                                               |
| 1980                                          | 1980                                          |                                               | 3 731                                         |                                               |
| 1990                                          | 1990                                          |                                               | 5 662                                         | 255                                           |
| 1995                                          | 1995                                          |                                               | 5 509                                         | 261                                           |
| 2000                                          | 2000                                          |                                               | 5 507                                         | 263                                           |
| 2005                                          | 2005                                          |                                               | 5 358                                         | 264                                           |
| 2010                                          | 2010                                          |                                               | 5 214                                         | 263                                           |
| 2015                                          | 2015                                          |                                               | 5 074                                         | 273                                           |
| 2020                                          | 2020                                          |                                               | 4 963                                         | 272                                           |
|                                               |                                               |                                               |                                               |                                               |

## Samhället
Malmslätt delas upp i delarna Tokarp, Björkliden och Kärna. 
Det finns två skolor i Malmslätt: Kärna skola och Tokarpsskolan. Kärna skola har verksamhet med barn från förskolan upp till årskurs sex, medan Tokarpsskolan har från årskurs sju till nio.
I Malmslätt ligger Malmens flygplats som tidigare tillhörde flygflottiljen F 3. FMV T&E, tidigare benämnt Försökscentralen, är förlagt till Malmslätt. I Malmslätt ligger även Flygvapenmuseum där många flygplanstyper och helikoptrar som har använts inom försvaret finns utställda. 
Kärna kyrka ligger i Malmslätt (Kärna). I norr, inte långt från kyrkan, ligger naturreservatet Kärna mosse.

## Näringsliv
Samhället har egen industri, men omfattande pendling sker till Linköping. 

## Idrott
I Malmslätt finns fotbollsföreningen Malmslätts AIK (MAIK) och handbollsföreningen Malmslätts HF.

## Bildgalleri

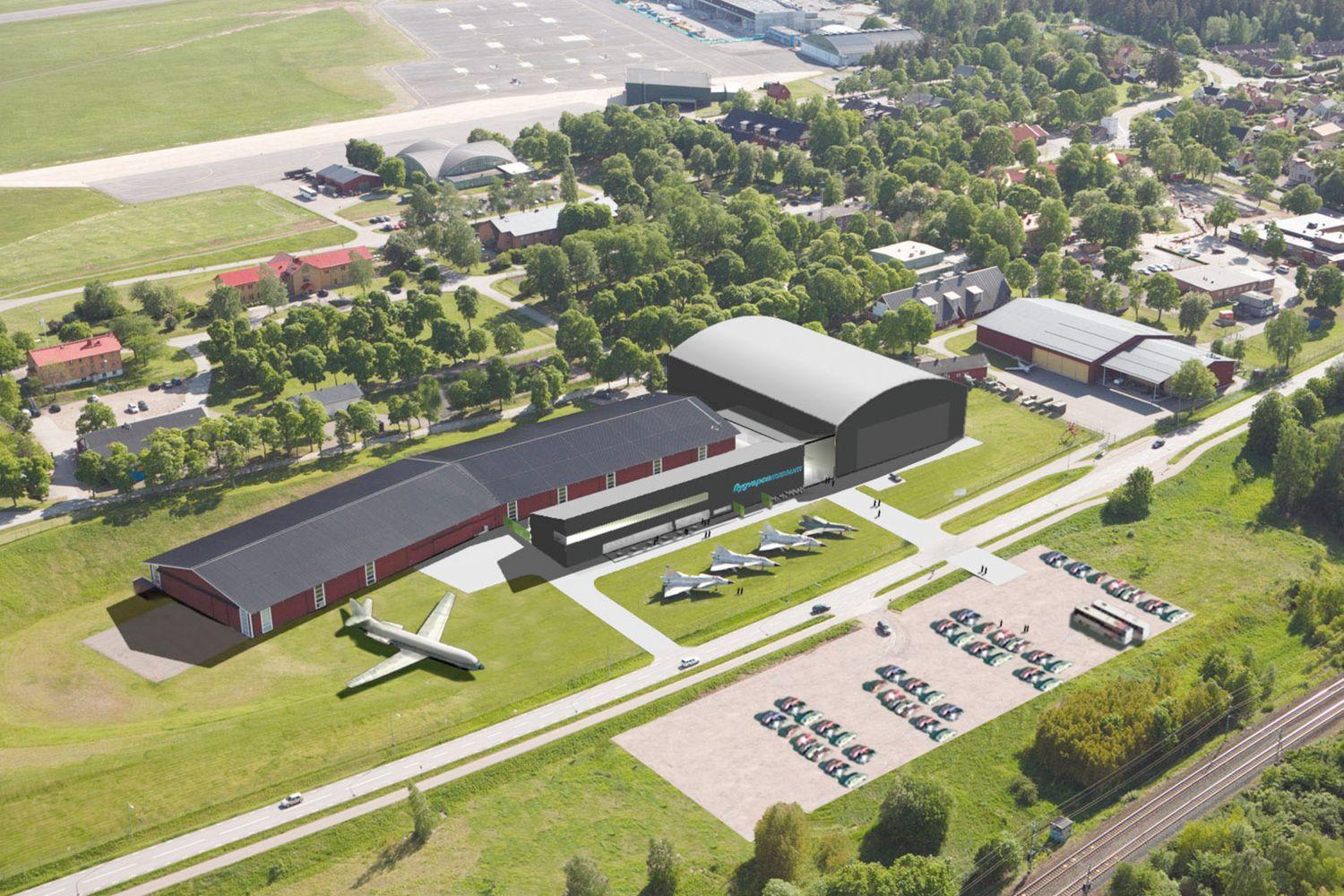
Flygvapenmuseum i Kärna

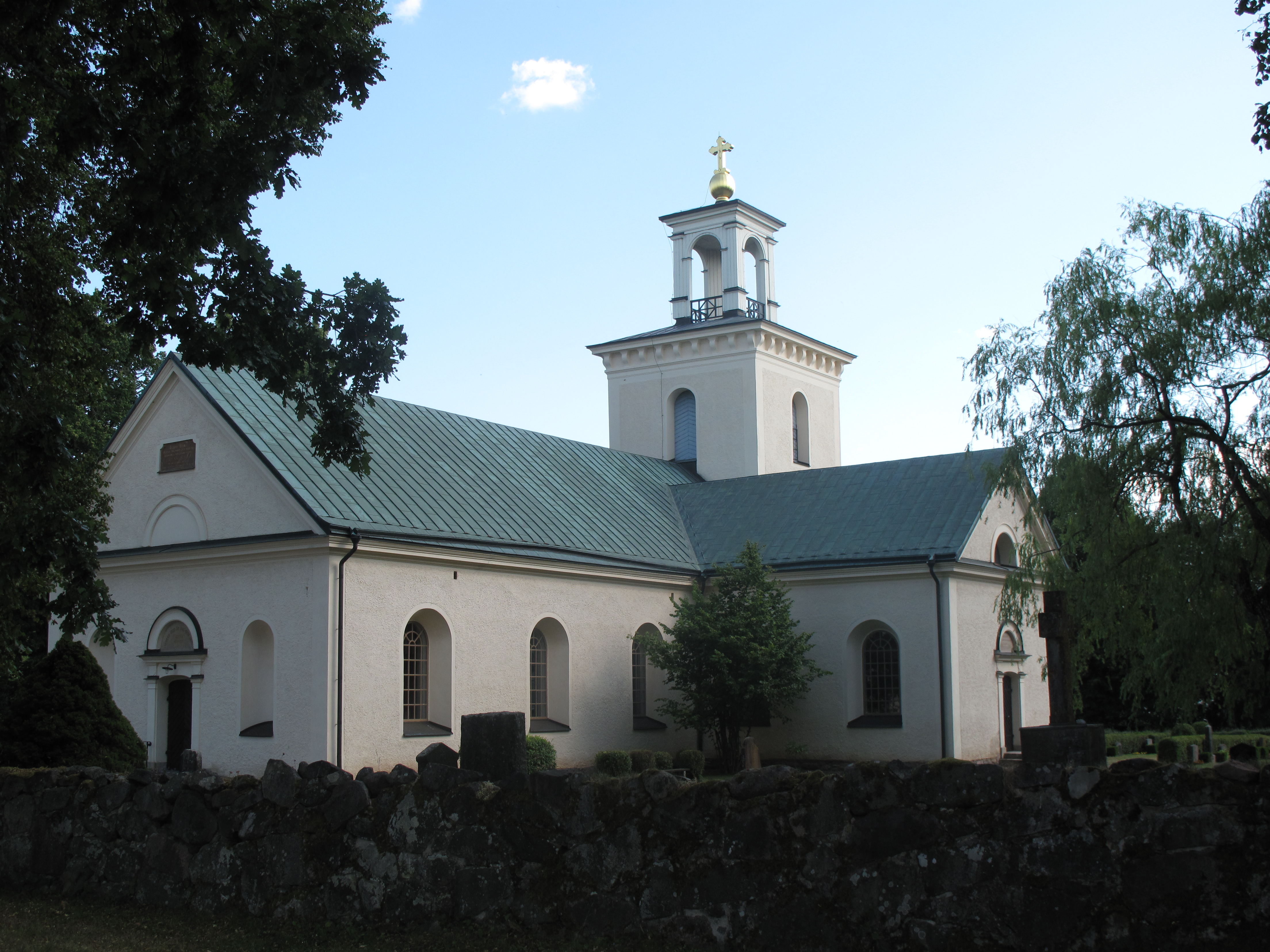
Kärna kyrka
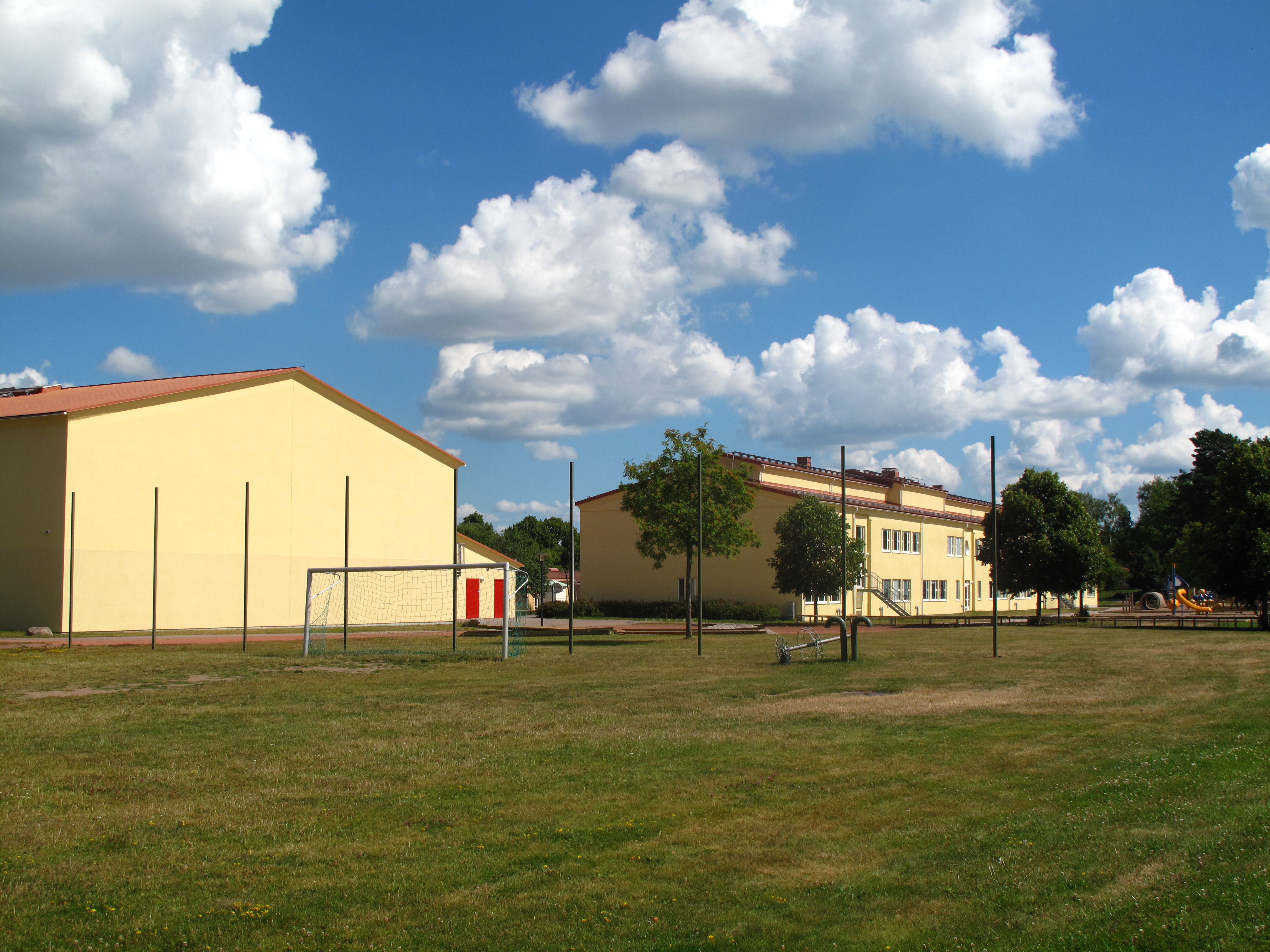
Kärna skola
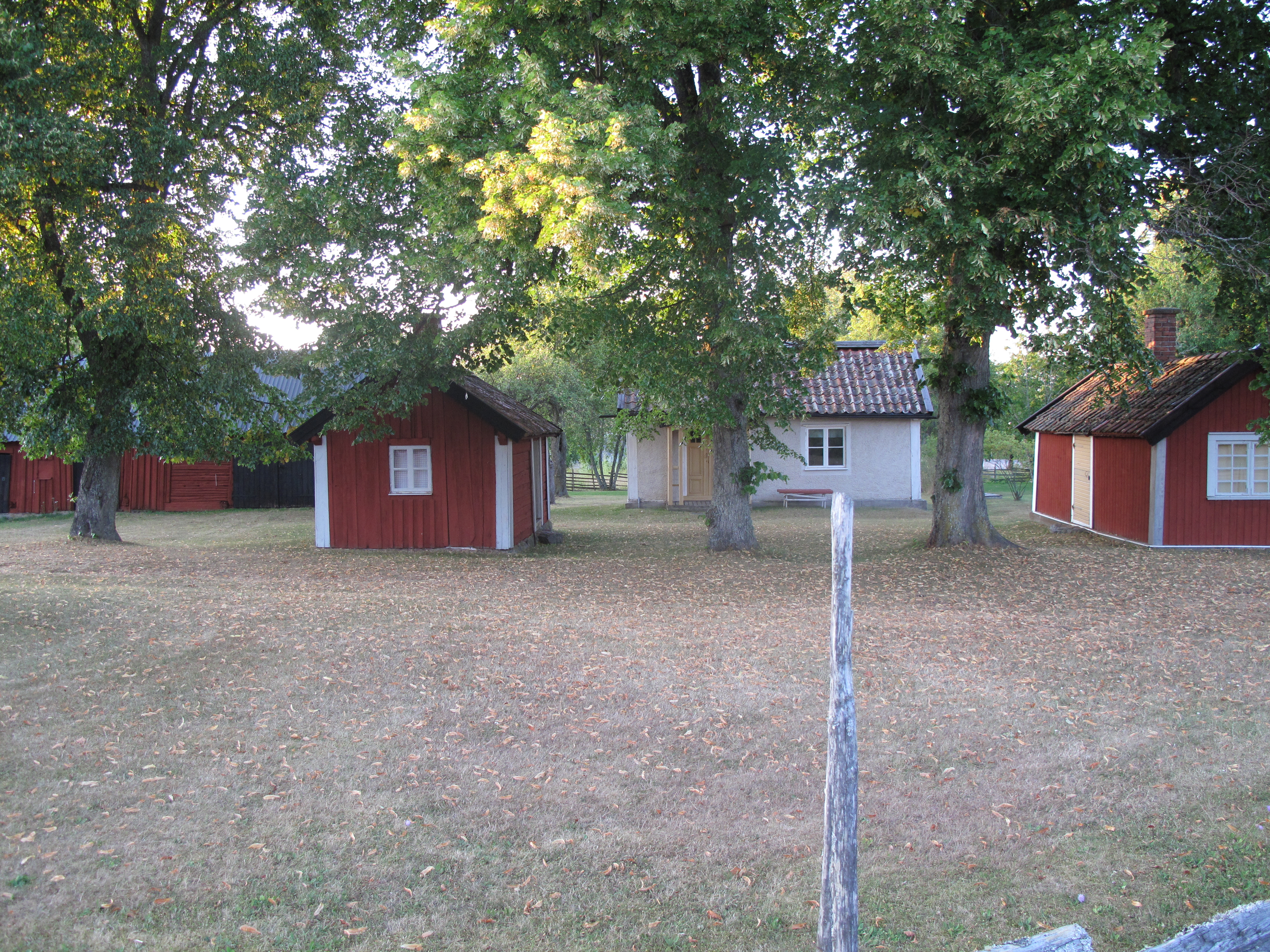
Hembygdsgården
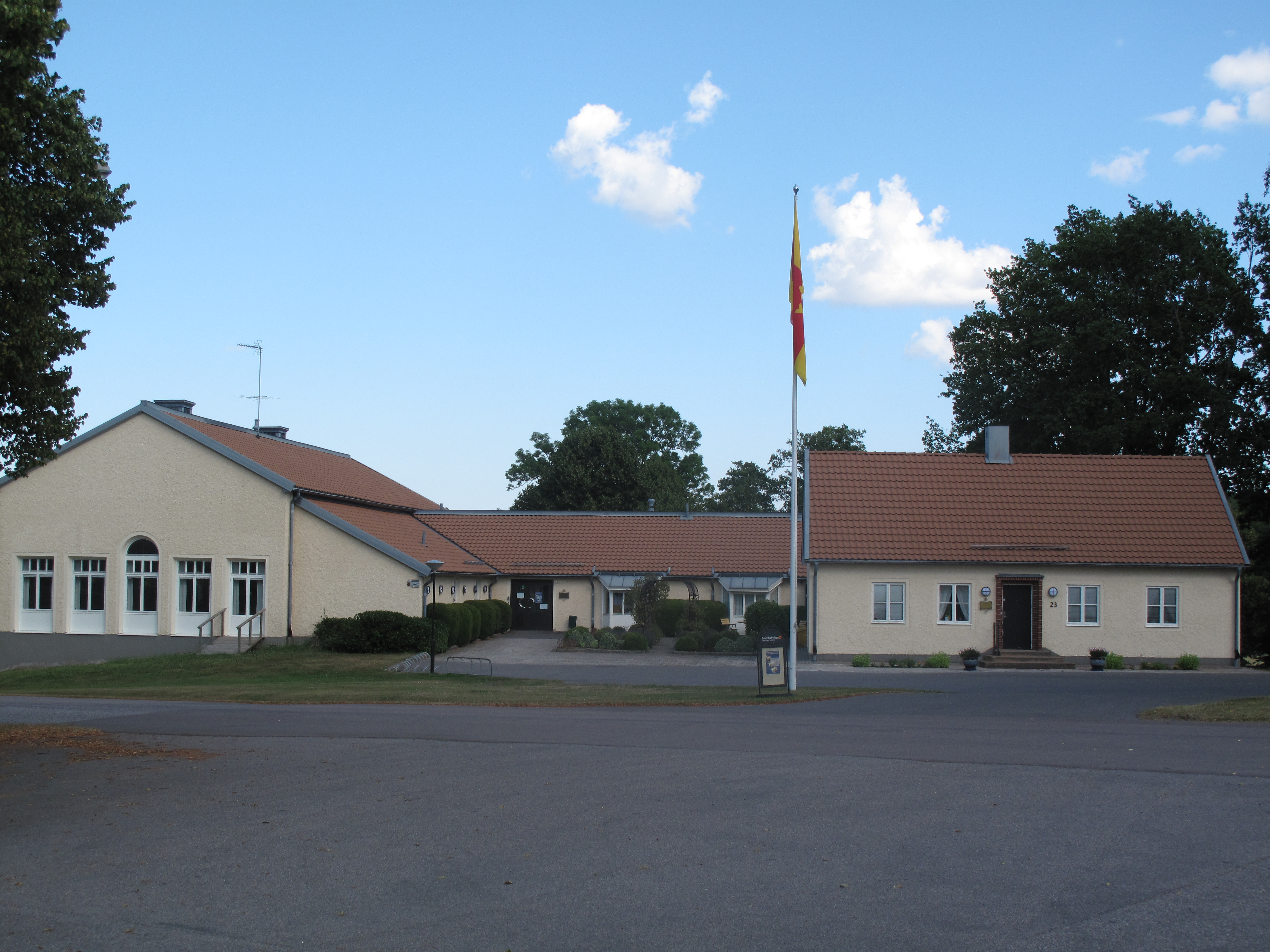
Församlingshem Kärna